# Vodní hodiny

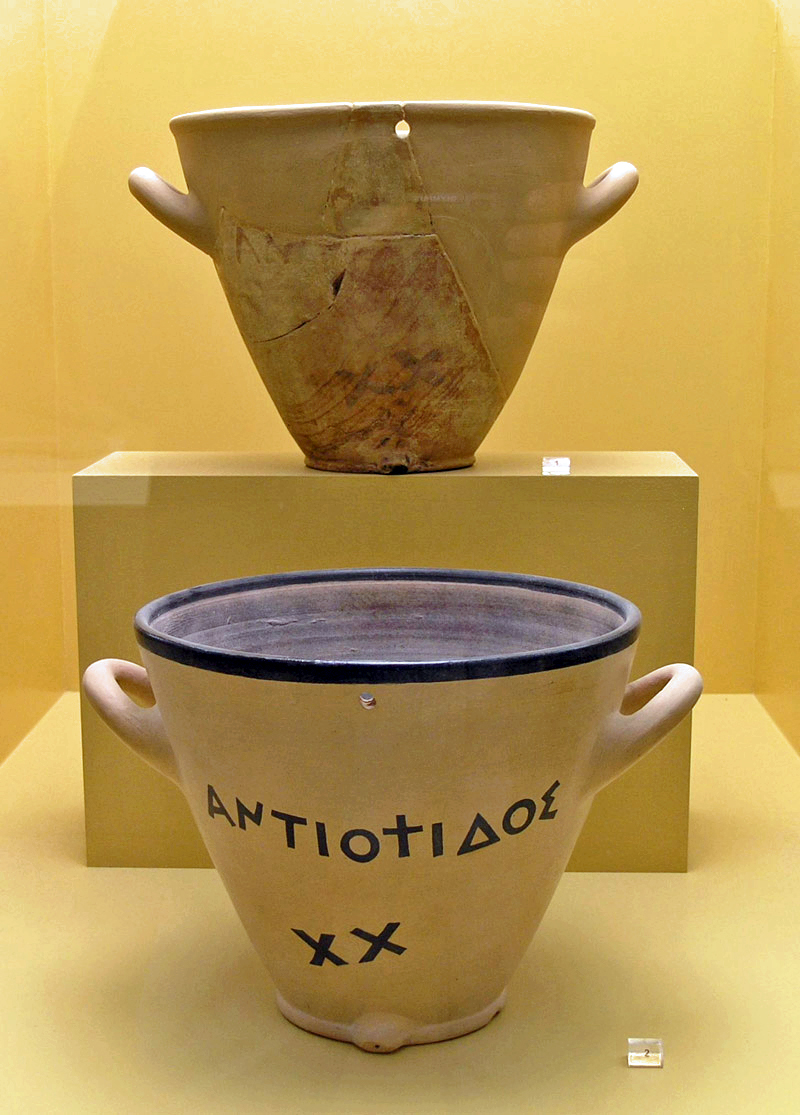
Antická hliněná klepsydra (rekonstrukce)

Vodní hodiny čili klepsydra (řec. κλεψύδρα, „zloděj vody“) byla původně nádoba s malým otvorem ve dně, kudy voda pomalu vytéká. Rysky v nádobě označovaly uplynulý čas. Klepsydra – podobně jako přesýpací hodiny – neměří tedy denní čas, nýbrž odměřuje časový interval.

## Dějiny

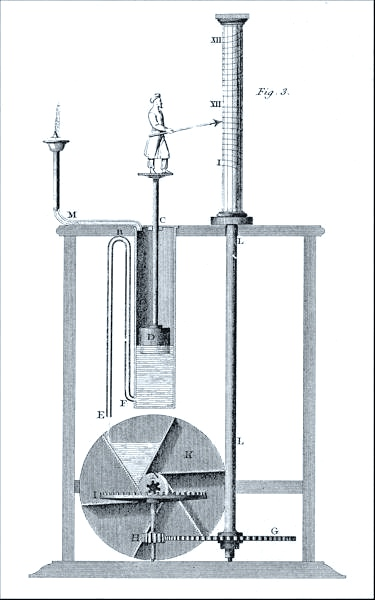
Rekonstrukce Ktesibiovy klepsydry

### Starověk

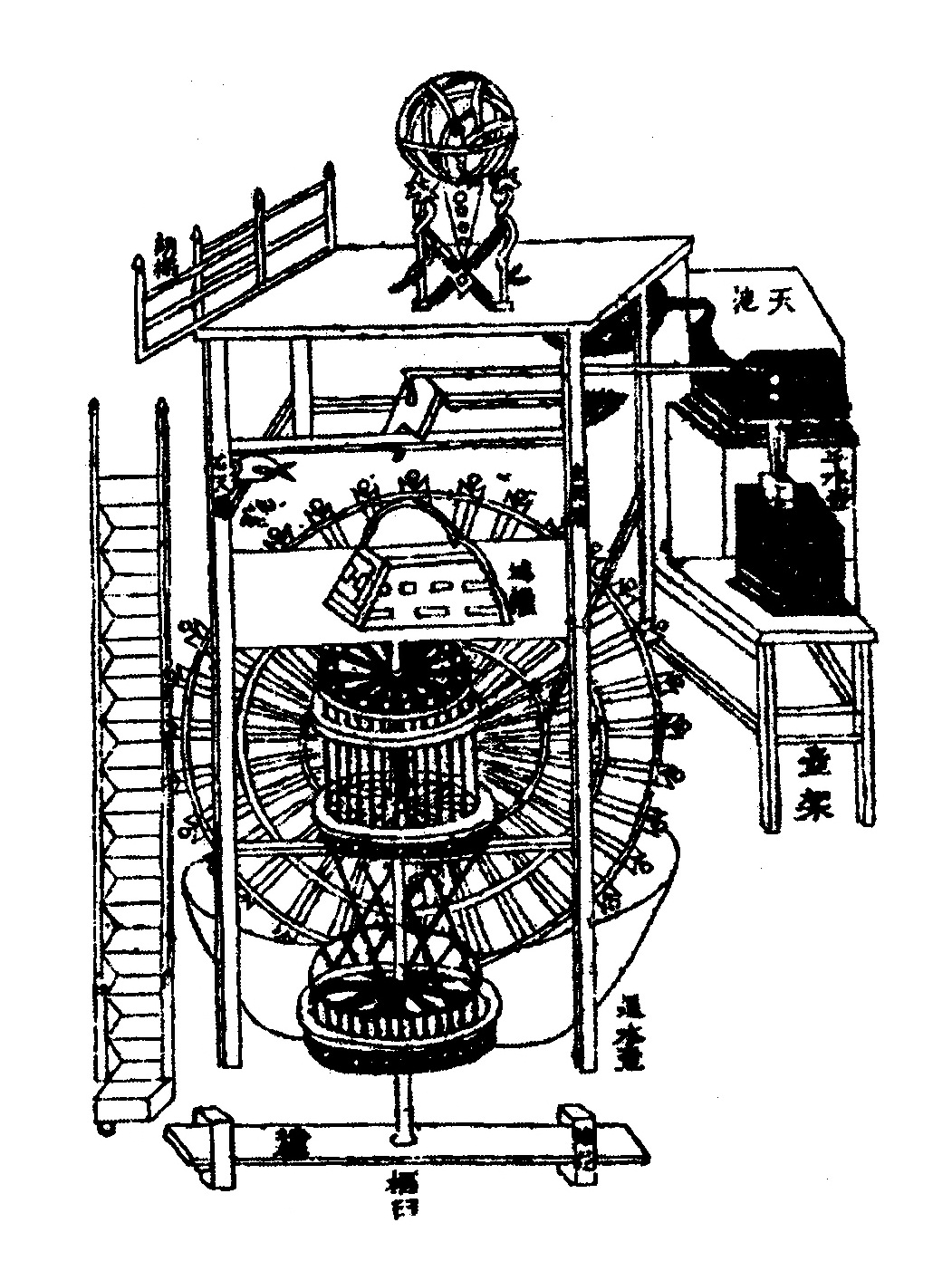
Su Sung: Čínská hodinová věž (1092)

Hliněné klepsydry se ve starověkém Řecku užívaly k odměřování času, například při veřejných projevech, střídání vojenských hlídek a podobně. Vznikly patrně na Blízkém východě a nejstarší zachovaná alabastrová klepsydra ze 14. stol. př. n. l. byla nalezena v egyptských Thébách. Do Athén snad uvedl klepsydru Platón. Později vznikaly i složitější klepsydry s plovákem, který udržoval stálou hladinu a čas se odečítal podle rysek na druhé nádobě, kam voda přitékala. Klepsydry významně zdokonalil Ktesibios (kolem roku 150 př. n. l.), který je původcem konstrukcí s vodním kolem a ozubenými převody. Slavnou a velmi složitou klepsydru s otáčivou mapou hvězdné oblohy postavil Andronikos Kyrrhestés asi roku 75 př. n. l. pro Věž větrů na římské agoře v Athénách.

### Středověk
V raném středověku byly ozdobné vodní hodiny oblíbeným darem panovníků (například Theodorich Veliký kolem roku 490 králi burgundskému, papež Pavel I. Pipinovi Krátkému kolem roku 750 a další). Od starověku jsou doloženy složité vodní hodiny s vodním kolem, ozubenými převody a různými pohyblivými prvky také v Číně (Čang Cheng, 1. stol. př. n. l., I Sing kolem roku 720). Roku 807 prý věnoval bagdádský chalífa Hárún ar-Rašíd Karlu Velikému složité celodenní vodní hodiny, z nichž každou hodinu vypadla kovová kulička na měděný podnos, takže měly i bicí zařízení. Jejich fungování však nelze z dobových obrázků odvodit.
V roce 1088 zkonstruoval čínský učenec Su Sung důmyslný mechanizmus, jenž kromě měření času ukazoval i pohyb Slunce, Měsíce a planet. Roku 1206 napsal arabský učenec al-Džazárí knihu o vodních hodinách a na středověkých miniaturách se objevují klášterní hodiny s vodním kolem a převody. Novou vlnu zájmu o klepsydry přinesla renesance: Leonardo da Vinci, Athanasius Kircher a Galileo Galilei konstruovali řadu důmyslných zařízení, která však neměla praktický význam.

### Moderní vodní hodiny

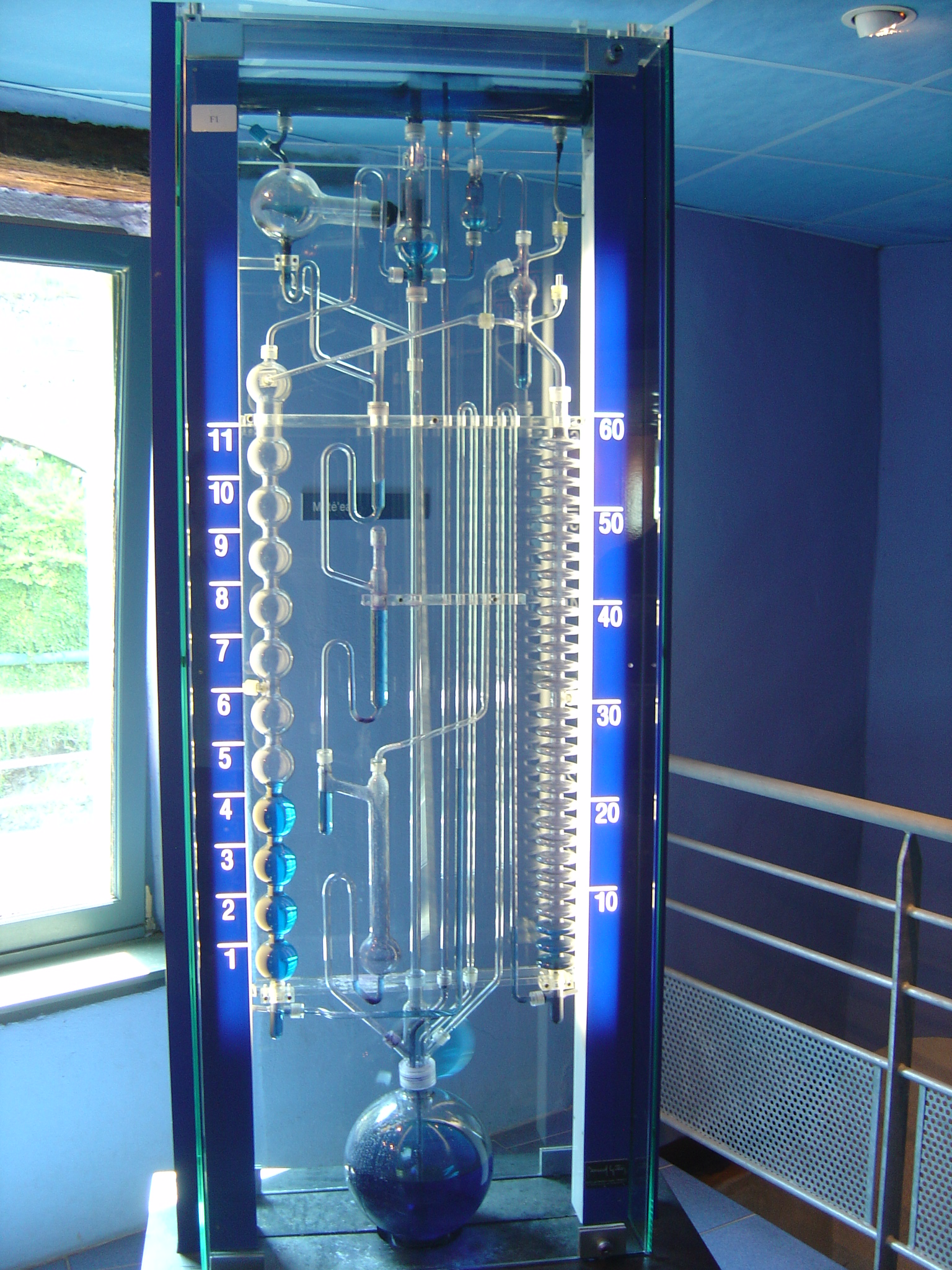
Gittonovy vodní hodiny

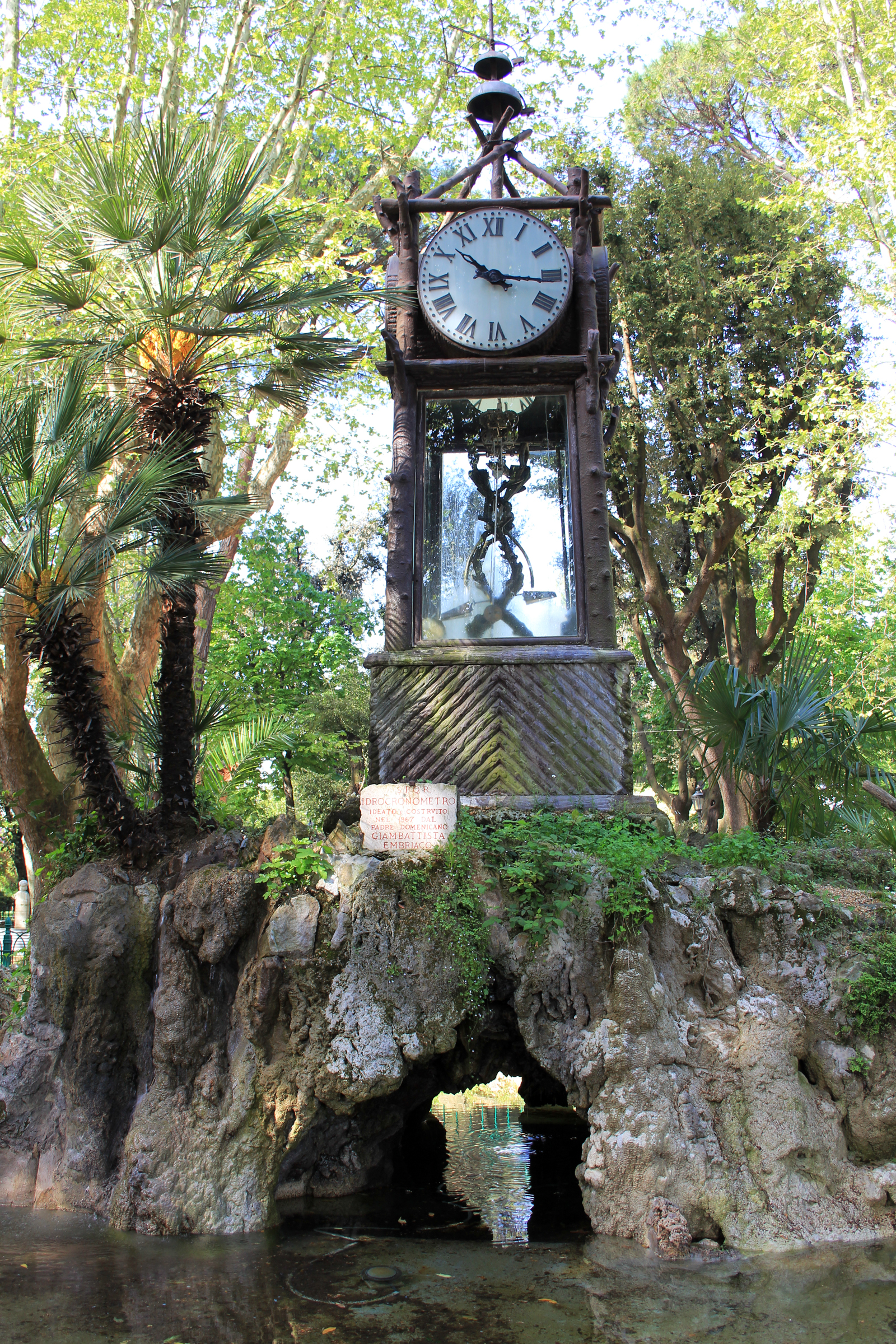
Vodní hodiny v Římě, Villa Borghese

Zájem o vodní hodiny oživil francouzský fyzik a výtvarník Bernard Gitton, který od roku 1979 postavil řadu důmyslných vodních hodin, i když spíše k dekorativním účelům. Průtok vody trubičkou nebo malým otvorem, který klepsydra měří, silně závisí na viskozitě a ta zase na teplotě: viskozita vody při 0 °C je sedmkrát větší než při 100 °C. Kdyby měly klasické vodní hodiny udržovat čas s přesností jedné minuty za den, musely by udržovat teplotu s přesností asi třicetiny stupně. Gittonovy hodiny proto pracují na úplně jiném principu. Jádrem jeho hodin je kyvadlový mechanismus poháněný vodou, který vpouští do systému přesně odměřené množství vody. Soustava skleněných trubic a sifonů potom obstarává jen indikaci uplynulého času výškou vodního sloupce.